# Гутон
Гутун (цахур. ГъутIун) — гора на границе Азербайджанской Республики (Балакенский и Загатальский районы) и Российской Федерации (Рутульский район Республика Дагестан).  Южные склоны Гутуна входят в территорию Закатальского заповедника.

## География
Гора расположена на гребне Главного Кавказского хребта. Высота — 3648 м. На склонах Гутуна берут начало реки Самур и Катехчай. На горе имеются субальпийские и альпийские луга, вершина горы скалистая.